# Mussidia decaryalis
Mussidia decaryalis är en fjärilsart som beskrevs av Pierre E.L. Viette 1953. Mussidia decaryalis ingår i släktet Mussidia och familjen mott. Inga underarter finns listade i Catalogue of Life.